# Ali Smith
Ali Smith CBE (n. 24 august 1962, Inverness, Scoția, Regatul Unit) este o scriitoare scoțiană  care trăiește în Anglia.

## Viață
Smith a crescut în Inverness și trăiește în prezent în Cambridge. Smith a studiat la Aberdeen și apoi la Cambridge. După terminarea studiilor la Universitatea Strathclyde, a fost angajată ca lector. Smith a dezvoltat sindromul oboselii cronice. Din cauza bolii, a trebuit să renunțe la profesia de lector de literatură și a început să lucreze la prima ei colecție de nuvele, Free Love and Other Stories.
Majoritatea lucrărilor sale au apărut în Penguin-Imprint Hamish Hamilton. În Germania, cărțile sale sunt publicate de Luchterhand Literaturverlag.
Câteva dintre poeziile ei au fost prezentate ca parte a „Ballads of the Book” Proiect la muzică.
Smith locuiește cu partenera ei Sarah Wood de peste 17 ani și îi dedică toate cărțile ei.

## Premii
- 2005: Shortlist pentru Premiul Booker [10] pentru The Accidental
- 2012: Premiul Hawthornden pentru There but for the
- 2013: nominalizare la Premiul Goldsmiths pentru Artful
- 2014: Lista scurtă pentru Premiul Booker pentru How To Be Both
- 2014: a câștigat Premiul Goldsmiths pentru How To Be Both
- 2014: Premiul Costa Book pentru How To Be Both
- 2015: Premiul Baileys Women´s Prize for Fiction pentru How To Be Both[11]
- 2015: Comandor al Ordinului Imperiului Britanic (CBE).
- 2017: Lista scurtă pentru Premiul Booker pentru Autumn

## Lucrări de Smith

### Nuvele (selecție)
- The First Person and Other Stories. Pinguin, 2009
- Ali Smith's Supersonic 70s.
- The Whole Story and Other Stories, 2003.
- Other Stories and Other Stories, 1999.
- Free Love and Other Stories,  1995

### Romane
- Spring . Hamish Hamilton, Londra 2019, ISBN 978-0-241-20704-8 .
- Winter. Hamish Hamilton, Londra 2017, ISBN 978-0-241-20702-4 .
- Autumn. Hamish Hamilton, Londra 2016, ISBN 978-0-241-20700-0 .
- How to Be Both. Hamish Hamilton, Londra 2014, ISBN 978-0-241-14521-0 .
- There but for the. Hamish Hamilton, 2011.
- Girl Meets Boy: Myth of Iphis. Canongate, 2007.
- The Accidental. 2004, (listat pentru Premiul Man Booker 2005 și câștigător al Premiului pentru romanul anului Whitbread 2005)
- Hotel World. 2001, (câștigător al Premiului Encore și al premiului Scottish Arts Council Book of the Year Award, listat în 2001 pentru Premiul Man Booker ).
- Like. Virago, 1997.

## Traduceri în limba română
- Cum să fii și una, și alta Editura Univers, 2015, ISBN: 9786067710243.
- Toamna, Editura Litera, 2018, ISBN: 978-606-33-3266-1.
- Primavara, traducător Anca-Gabriela Sîrbu, Editura Litera, 2020, ISBN: 9786063363511.
- Iarna, Editura Litera, 2020, ISBN: 9786063346439.

## Legaturi externe
- de Ali Smith în Perlentaucher
- Biografia lui Ali Smith
- Promisiune inactivă, proiectul Baladele cărții, The Scotsman, ian. Ianuarie 2007
- Arhivat în 100 d.Hr., la www.mslexia.co.uk Error: unknown archive URL
- Note din nordul graniței, proiectul Ballads of the Book[nefuncțională – arhivă]
, The Sunday Times, 21. Ianuarie 2007
- Un bâlbâit de voci, The Guardian, ian. Aprilie 2003
- Astute Fiery Luxurious, The Guardian, ian. August 2003
- LibraryThing Profil autor